# Tàngara pigallada
La tàngara pigallada (Ixothraupis punctata) o (Tangara punctata) és una espècie d'au passeriforme de la família Thraupidae que viu a Sud-amèrica.

## Descripció

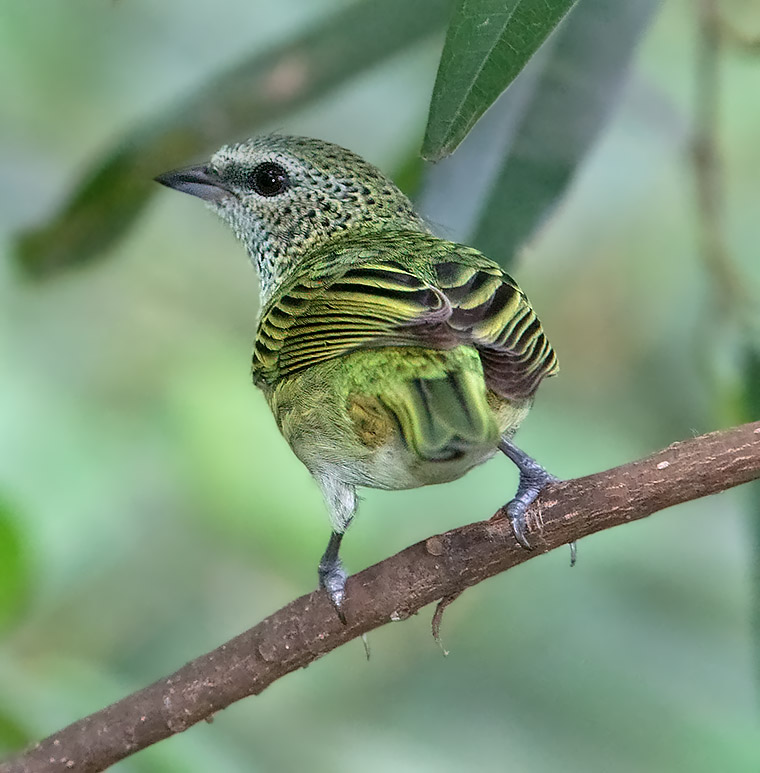

Mesura uns 12,7 cm de longitud i pesa uns 15 g. El seu dors és verd brillant amb el centre de les plomes negres, que donen un aspecte d'escates. Té la cara, gola i pit de color blanquinós blavós; el ventre blanc amb punts negres; i els flancs i la regió infracaudal de color verdós. Les ales i cua són negres amb les puntes verd-groguenques.

## Distribució i hàbitat
Es troba a Bolívia, Brasil, l'Equador, la Guayana francesa, Guyana, Perú, Surinam i Veneçuela. A més, l'any 2012 va ser vista a Colòmbia.
El seu hàbitat natural són les selves humides tropicals del vessant oriental dels Andes, entre els 600 i 2.000 m d'altitud.

## Alimentació
S'alimenta de fruita, especialment de baies. També menja el pol·len de les flors i insectes.

## Reproducció
Arriba a la maduresa sexual als 12 mesos. Construeix un niu en forma de bol. La femella pon de 2 a 3 ous i els pollets neixen uns 15 dies més tard.